# بخش لایم (شهرستان هورون، اوهایو)
بخش لایم (به انگلیسی: Lyme Township) یک منطقهٔ مسکونی در ایالات متحده آمریکا است که در شهرستان هیورن، اوهایو واقع شده‌است.
 بخش لایم ۵۹٫۱۴ کیلومتر مربع مساحت و ۸۵۳ نفر جمعیت دارد و ۲۳۹ متر بالاتر از سطح دریا واقع شده‌است.